# Bumbari
Bumbari (lat. Bombini; sin. Bombinae) kukci su opnokrilci iz porodice pčela (Apidae). Karakterističan predstavnik je zemni bumbar (Bombus terrestris). 
Bumbari, kao i pčele, zadružni su kukci. Vrsta bumbara postoji oko dvije stotine. Mjesto osnutka gnijezda ovisi o vrsti bumbara.

## Kolonija
Koloniju u proljeće započinje oplođena kraljica koja se probudila iz zimskog sna. Kraljica prvo liježe jaja iz kojih se izlijegu radilice koje se potom brinu za kraljicu i koloniju. Veličina kolonije može doseći promijer od 120 mm - veličine otprilike jedne jabuke.
Na kraju ljeta kraljice liježu neoplođena jaja iz kojih se razviju trutovi. Trutovi su karakteristični po tome što nemaju žalca. Oni opraše novo izlegle kraljice. Trutovi su potpuno neovisni o samoj koloniji, oni žive sami.
Za razliku od pčela, kod bumbara novooplođene kraljice ne odlaze već ostaju u matičnom gnijezdu i pomažu održavanju istoga. Odlaze tek kada se temperature spuste i započinju svoj zimski san - hibernaciju.
Prve jače hladnoće ubijaju staru kraljicu, sve radilice i neovisne trutove.
Sljedeće proljeće započinje novi životni ciklus.

## Oprašivanje
Bumbari se kao oprašivači vrlo uspješno koriste za oprašivanje zatvorenih nasada. U Nizozemskoj se kao takvi koriste od 1988. godine. Godine 2004. broj prodanih kolonija koje su uzgojene za tu namjenu raste na 1 000 000. U staklenicima su se bumbari pokazali kao nezamjenjiv oprašivač bolji i od pčela koje kod porasta temperature staklenike shvate i brane kao svoju košnicu.

## Vrste bumbara
- Bombus terrestris
- Bombus lapidarius
- Bombus lucorum
- Bombus pascuorum
- Bombus hortorum
- Bombus pratorum
- Bombus impatiens

## Posebnosti
- Bumbari su jedini kukci koji mogu regulirati svoju vlastitu temperaturu.
- Bumbari su najbolji prirodni oprašivači u zatvorenim staklenicima.

## Galerija
- Bombus terrestris oprašuje cvijet
- Bombus terrestris oprašuje cvijet
- Bombus terrestris oprašuje cvijet